# Bote

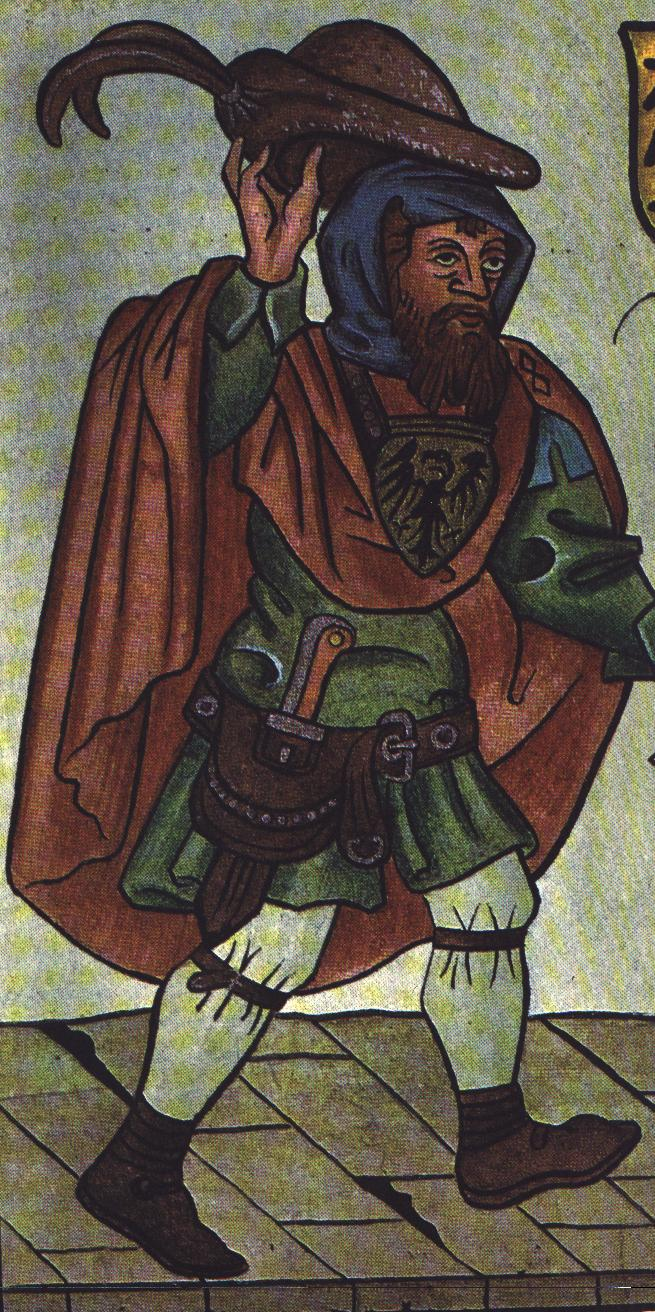
Deutscher Läuferbote um die Mitte des 15. Jahrhunderts

Ein Bote (von gleichbed. ahd. boto), auch als Gesandter, Botschafter oder Laufbursche (Laufmädchen) bezeichnet, ist der Überbringer einer Botschaft auf Veranlassung eines Senders an einen Empfänger.
Ein Kurier bezeichnet den Überbringer einer Botschaft oder eines (kleinen) Gegenstandes (siehe auch Kurierdienst). Im diplomatischen Dienst bezeichnet der Kurier einen Staatsboten zur Übermittlung wichtiger geheimer Nachrichten und Schriftstücke. Der Begriff leitet sich aus dem französisch courrier = Eilbote, zu courir = laufen, rennen, ab (vgl. lateinisch currere = laufen, rennen). Sinngemäß ist ein Kurier also ein „schneller Läufer“ wie die griechischen Hemerodromoi, obwohl Kuriere wie etwa die persischen Angaroi seit jeher oft zu Pferde reisten.
Formal gesehen gleicht ein Bote zunächst und grundsätzlich einem Medium, das eine Information einem Adressaten vermittelt.
Im Unterschied zum abstrakten Medium jedoch tritt der Bote konkret und leibhaftig als Person in Erscheinung. Rechtlich gesehen ist ein Bote der Übermittler einer Willenserklärung.

## Geschichte
In der Mythologie treten auch Tiere als Boten auf. Die Germanen kannten Specht und Elster. Rabe und Taube galten in der hebräischen Mythologie als Übermittler des Wasserstandes der Sintflut.
Die griechische Mythologie kennt den Götterboten Hermes. Der mit Flügelschuhen und Heroldsstab ausgestattete Gott wirkt als Verbindungsglied zwischen Olymp und Erde und löst zeitweise größere Unruhe aus (siehe: Pan). Sein weibliches Pendant ist Iris, deren Attribut des Regenbogens die Brückenfunktion des Boten veranschaulicht.
Mit dem Botensymbol der Flügel ausgestattet, treten die Engel (angeloi) in zahlreichen Kulturen in Erscheinung. Ihr Erscheinen und ihre Botschaft lösen zum einen Freude aus (eu-angelion als gute frohmachende Botschaft), zum anderen durchaus auch Furcht und Entsetzen.
Die griechische Sprache nennt jedoch neben dem himmlischen Hofstaat auch die irdischen menschlichen Boten Engel (angeloi).
Sprichwörtlich ist die von Boten überbrachte Hiobsbotschaft (Hiob 1,14-19 ) als Synonym für Unglücks- oder Katastrophenbotschaften geworden. 
Boten waren beim Ausbruch von Bränden auf dem Lande zu entsenden, um Unterstützung aus Nachbarorten zu erhalten. So sollten „augenblicklich Boten, nach Umständen auch reitende Boten, um Hülfe in die benachbarten Orte“ entsandt werden. Diesbezügliche Anordnungen wurden Anfang des 19. Jahrhunderts hinsichtlich der Verhinderung der Brandausbreitung gemäß feuerpolizeilichen Verordnungen in Textform erlassen. Beispielsweise erließ die herzoglich-nassauische Regierung im November 1826 eine solche Verordnung für ihr Herrschaftsgebiet.

## Erkennbarkeit des Boten
Die offensichtliche Erkennbarkeit dient der Legitimation wie Privilegierung (Wegerecht, Transport, Unterstützung). Daher wurde er von Beginn an mit bestimmten Insignien ausgestattet. Der Herold trug eine bestimmte Kleidung sowie den Heroldsstab. Die Werler Fußboten trugen ein Schild mit dem Stadtwappen auf der Brust. Später erscheinen Postbote und Briefträger uniformiert, akustisch durch ein Hornsignal identifizierbar. Die Zuverlässigkeit des Boten ist eine Voraussetzung für seine Eignung.

## Der Überbringer der schlechten Nachricht
Die erste Erwähnung eines bestraften Nachrichtenübermittlers findet man bei Pausanias II.26,2-8.
Das Verhaltensmuster, den Überbringer einer schlechten Nachricht stellvertretend für deren Ursache zur Verantwortung zu ziehen, konnte in der Geschichte häufig beobachtet werden. Beispiele hierfür finden sich auch in jahrhundertealten Mythen und Erzählungen, die bis in die Zeit der alten Griechen zurückreichen.
Apollon lernte Koronis, die Tochter des Königs Phlegyas von Orchomenos beim Bade im Boibeis-See in Thessalien kennen. Er verliebte sich in sie. Da sie von ihm ein Kind erwartet, sandte er zu ihrer Bewachung einen wunderschönen weißen Singvogel. Koronis wurde Apollon untreu und betrog ihn mit dem sterblichen Arkadier Ischys, Sohn des Elatos. Der Vogel meldete dies sofort seinem Herrn. Apollon wurde wütend und bestrafte den Überbringer dieser schlechten Botschaft. Er veränderte die Farbe des Vogels in Schwarz, verdammte das arme Tier zu krächzen, anstatt zu singen und fortan bevorstehendes Unheil anzuzeigen. Seither trägt dieser Vogel auch den Namen der Untreuen: Corvus corone corone – die Rabenkrähe.

## Bote und Gebot
Was die Etymologie andeutet, bestätigt sich in der Realität. Vereinfacht und allgemein lässt sich sagen:
Ein Bote wird von einem Gebieter aufgeboten, um Gebote zu übermitteln.
Dieser proklamatorische Aspekt lässt sich an den Ursprüngen des römischen Nuntius oder Legaten wiederfinden.
Ebenso trifft dieses Merkmal zu im Bereich der Religion etwa auf den Missionar, in der Ideologie auf den Propagandisten, in der Politik auf den Agitator und Demagogen, in Handel und Ökonomie auf den Vertreter bzw. die Werbung.
Im zwischennationalen Verkehr hat sich das besondere Amt des Botschafters gebildet. Der Diplomat fungiert analog dem Boten als Mund der jeweiligen Regierung, aber auch als ihr Ohr und Auge.

## Der Geheimbote
Anders als der in die Öffentlichkeit wirkende Bote hat der Geheimbote seine Botschaft vor dem Zugriff Anderer zu verbergen. Von Anbeginn menschlicher Kommunikation war man um Versteckmethoden und Verschlüsselungstechniken bemüht (weiteres siehe Kryptografie, Steganografie).

## Drei Stufen

### Der mündliche Bote
Der ursprüngliche, am körperlichsten greifbare, in der Gestalt als Botschafter noch heute „greifbare“ Bote hatte seine Botschaft mündlich zu überbringen. Er lernte die Nachricht auswendig, so dass er sie beim Empfänger rekapitulieren konnte.

### Der Herold
Eine weitere Stufe bildete der Herold, der eine vom Herrscher verfasste Order vor den Untertanen oder Angehörigen fremder Mächte verlas und ihr damit Gültigkeit verschaffte.

### Der Briefbote
Siehe auch: Metzgerpost, Postreiter
Der Briefbote transportiert nur mehr den vom Absender auf ein Material geschriebenen Brief. Dieser Brief ist verschlossen, in einem Gefäß, gerollt oder in einem Umschlag und durch ein Siegel vor fremder Einsichtnahme gesichert.
Auf der anderen Seite spielen die durch das bedruckte Papier der Zeitungen vermittelten Boten eine wesentlichere Rolle.

## Juristischer Begriff
Im deutschen Privatrecht wird der Bote scharf vom Vertreter unterschieden. Der Vertreter handelt im Namen eines anderen, gibt aber eine eigene Willenserklärung ab – so dass es für deren Wirksamkeit auch auf die Geschäftsfähigkeit des Vertreters ankommt. Der Bote hingegen übermittelt keine eigene, sondern eine fremde Willenserklärung. Ob ein Bote oder ein Vertreter vorliegt ist im Zweifelsfall durch Auslegung zu ermitteln. Die Geschäftsfähigkeit des Boten ist irrelevant.
Merkvers: Ist das Kindlein noch so klein, kann es doch schon Bote sein.
Beispiel 1
A beauftragt B, ihm eine bestimmte Zeitung zu kaufen. B ist Bote des A. Am Kiosk gibt B eine fremde Willenserklärung ab.
Beispiel 2
A beauftragt B, ihm eine beliebige Zeitschrift zu besorgen. B sucht am Kiosk eine Zeitschrift aus. B handelt als Stellvertreter des A und gibt eine eigene Willenserklärung in fremden Namen ab. B hatte einen gewissen Handlungsspielraum, da er A eine beliebige Zeitschrift kaufen sollte.
Nach herrschender Meinung sind jedoch die §§ 177 ff. BGB analog auf den Boten anwendbar, wenn dieser als Bote auftritt und eine Willenserklärung „überbringt“, die in Wahrheit nicht von demjenigen stammt, der als Erklärender angegeben wird (sogenannter Pseudobote). In diesem Fall wird der Bote wie ein Vertreter behandelt, wenngleich er Bote ist. Die dem Vertreter entsprechende Haftung gemäß § 179 BGB des Boten setzt dann jedoch seine volle Geschäftsfähigkeit voraus. Für die Anfechtung ist in § 120 BGB ausdrücklich geregelt, dass für den Fall einer unrichtigen Übermittlung die gleichen Voraussetzungen wie nach § 119 BGB für eine irrtümlich abgegebene Willenserklärung gelten.

## Amtsbote
In vielen Behörden ist ein sogenannter Amtsbote beschäftigt. Amtsboten sind Beamte oder Angestellte des einfachen Dienstes, die meist nach Besoldungsgruppe A1/A6 bezahlt werden. Sie führen typische Botengänge durch, bei denen sie Akten, Briefe oder sonstige Dinge an die jeweiligen Sachbearbeiter verteilen. Darüber hinaus erledigen sie überwiegend einfache Tätigkeiten wie zum Beispiel das Anfertigen von Fotokopien.